# Joan d'Espés

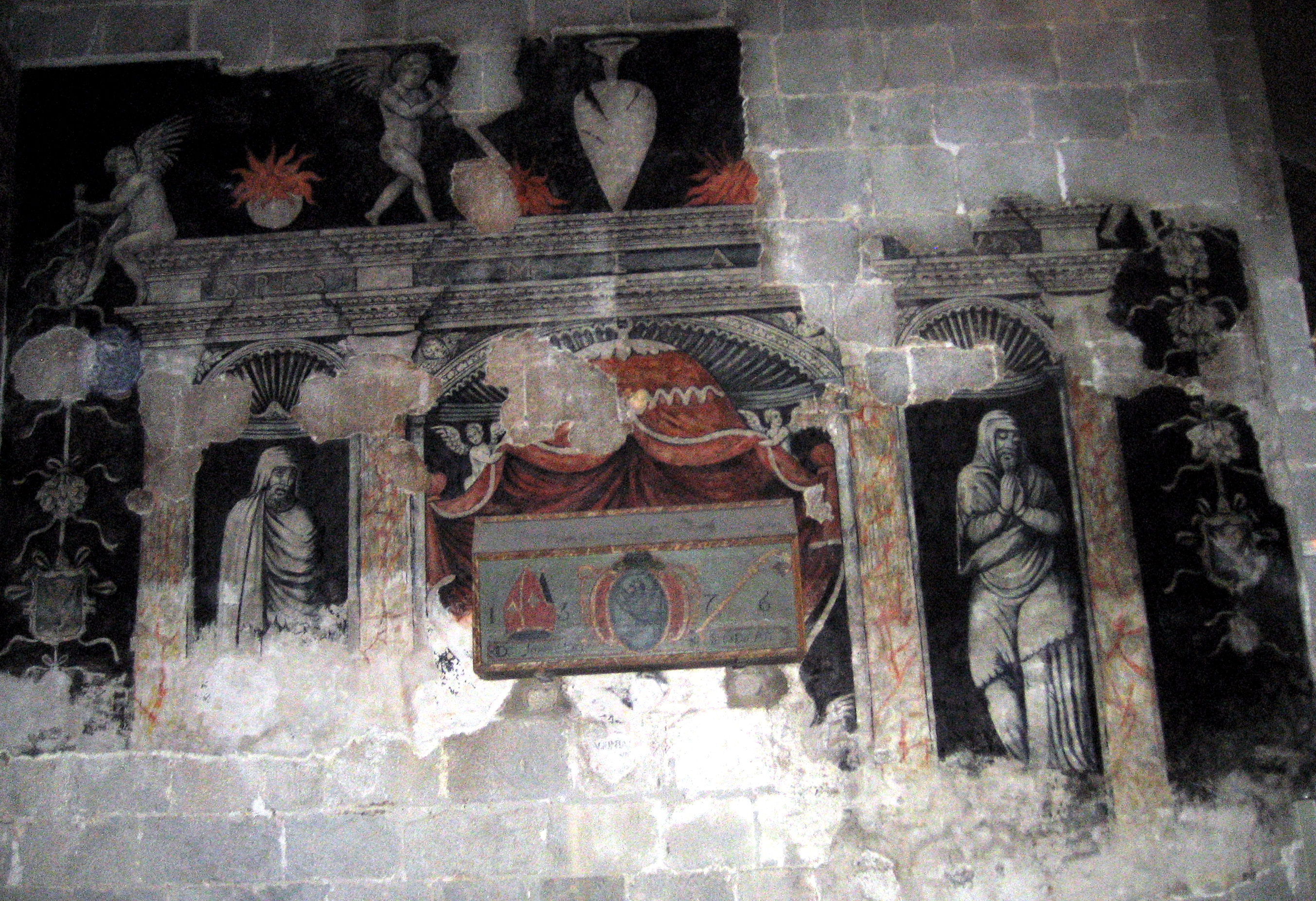
Tomba de Joan Despés a la Catedral de la Seu d'Urgell.

Joan d'Espés o Despés (Saragossa, ? — la Seu d'Urgell, 24 d'octubre de 1530) fou bisbe de Girona (1507-1508) i d'Urgell (1515 - 1530).
Fou nomenat bisbe de Girona per Juli II estant aquest a Bolonya el 19 de febrer de 1507, essent Joan llavors ardiaca de la Catedral de Saragossa. Prengué possessió l'11 de juny d'aquell any i el 6 de setembre de 1508 el cedí a mans del Summe Pontífex, quedant-se amb una pensió de 10.000 rals anuals sobre aquesta dignitat essent ordenat bisbe d'Urgell el 1515.
La tomba de Joan d'Espés es troba a la Catedral de la Seu d'Urgell. Al mur de la part dreta del creuer hi ha unes pintures murals d'estil renaixentista que es van fer com a part de la decoració per a la col·locació de la tomba del bisbe d'Urgell Joan Despés o Joan d'Espés mort el 1530. El disseny va ser encarregat, quaranta anys més tard, a l'escultor i pintor Jeroni Xanxo, l'urna és molt senzilla realitzada en fusta amb l'escut del bisbe i les pintures representen una arquitectura amb columnes on hi ha dues figures de mida natural de «plorants» a cada costat del sarcòfag; sobre el fons pintat de negre hi destaca també la inclusió d'elements simbòlics funeraris com ara torxes cap per avall sostingudes per putti o les àmfores trencades.